# Emilio Córdova Daza

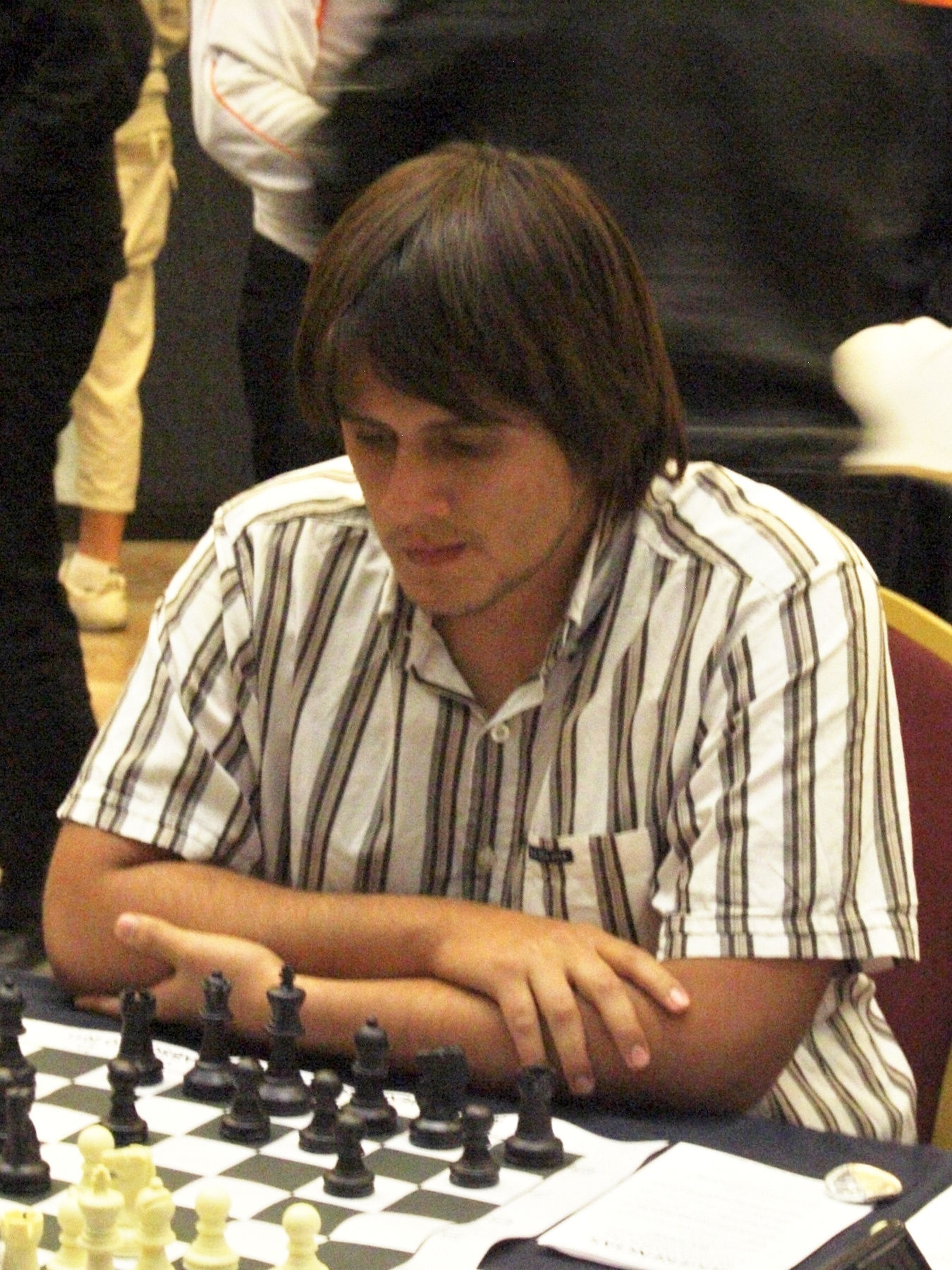
Emilio Córdova Daza, Toluca (2011)

Emilio Córdova Daza (Lima, 8 de julio de 1991) es un gran maestro internacional de ajedrez peruano. Comenzó a jugar a los ocho años con su padre. A los nueve años, ganó el Campeonato Panamericano de Ajedrez en el año 2001. Fue el más joven gran maestro internacional del Perú y de Sudamérica hasta la obtención de dicha categoría por Jorge Cori Tello.  
Hacia el año 2008, él y Julio Granda son considerados los máximos exponentes del deporte ciencia en el Perú.

## Títulos
- 2001: Campeón panamericano de ajedrez
- 2002: Campeón sub-12 en Córdoba, Argentina
- 2004: Campeón sub-14 en Bogotá, Colombia
- 2007: Gran maestro internacional[1]
- 2010: Campeón de la Copa IPD, Perú
- 2016: Campeón continental absoluto en San Salvador, El Salvador[2]